# Hieracium calcogeton
Hieracium calcogeton là một loài thực vật có hoa trong họ Cúc. Loài này được (Zahn) Greuter mô tả khoa học đầu tiên năm 2007.